# أحمد الناظري
أحمد عيسى الناظري (بالإنجليزية: Ahmed Issa Al-Nadhri)‏؛ مواليد 9 فبراير 1993 في الأحساء، السعودية، هو لاعب كرة قدم سعودي يلعب حالياً في نادي الروضة.
كانت بداياته مع نادي الروضة و انتقل إلى هجر في عام 2012 و لعب معهم 3 مواسم وفي صيف 2015 انتقل إلى الاتحاد و اعاره الاتحاد إلى القادسية في عام 2016 أعاره الاتحاد بعدها إلى نادي الفتح عام 2017 لمدة موسم وبعدها إنتقل إلى نادي الفتح و انتقل إلى نادي العدالة في عام 2019 و وقع مع نادي الروضة في مطلع عام 2022 وانتقل إلى نادي العلا في عام 2023 وعاد إلى نادي الروضة مطلع عام 2024.

## روابط خارجية
- أحمد الناظري على موقع Soccerway.com (الإنجليزية)